# 手塚治虫まんがアワー
『手塚治虫まんがアワー』（てづかおさむまんがアワー）は、1975年10月3日から1976年3月26日まで東京12チャンネルの金曜20:00 - 20:54（JST）に放送されたテレビアニメの放送枠である。
その名の通り、手塚治虫原作のアニメを放送する番組で、番組は2部構成となっており、前半は『ジャングル大帝』（第1作）、後半は『ふしぎなメルモ』と他局で放送済みの作品を放送。

## 備考
- 1975年12月5日放送の『ジャングル大帝』第8話「きちがい雲」は、そのままのタイトルで放送。
  - 現在は「バッタの襲撃」というタイトルで放送。
- 『ジャングル大帝』は、当番組が終了して13年半後の1989年10月に、同局で第3作が放送される。

| 東京12チャンネル 金曜20時枠 | 東京12チャンネル 金曜20時枠 | 東京12チャンネル 金曜20時枠 |
| 前番組                      | 番組名                      | 次番組                      |
| --------------------------- | --------------------------- | --------------------------- |
| ライバル大爆笑!             | 手塚治虫まんがアワー        | 天功どっきり60分!           |